# Communauté de communes Baugeois Vallée
La communauté de communes Baugeois Vallée est une communauté de communes française, créée le 16 décembre 2016 et qui a pris effet le 1er janvier 2017, située dans le département de Maine-et-Loire et la région Pays de la Loire.

## Historique
Le schéma départemental de coopération intercommunale de Maine-et-Loire, approuvé le 22 janvier 2016 par la commission départementale de coopération intercommunale, prévoit la création d'une nouvelle intercommunalité réunissant les communautés de communes de Beaufort-en-Anjou et du canton de Noyant, ainsi que la commune de Baugé-en-Anjou. 
Par l'arrêté préfectoral du 16 décembre 2016, la communauté de communes de Beaufort-en-Anjou est étendue aux communes de Baugé-en-Anjou, Noyant-Villages et La Pellerine et prend le nom de communauté de communes Baugeois Vallée à compter du 1er janvier 2017.

## Territoire communautaire

### Géographie
Située dans l'est  du département de Maine-et-Loire, la communauté de communes Baugeois Vallée regroupe 7 communes et présente une superficie de 734,3 km2.

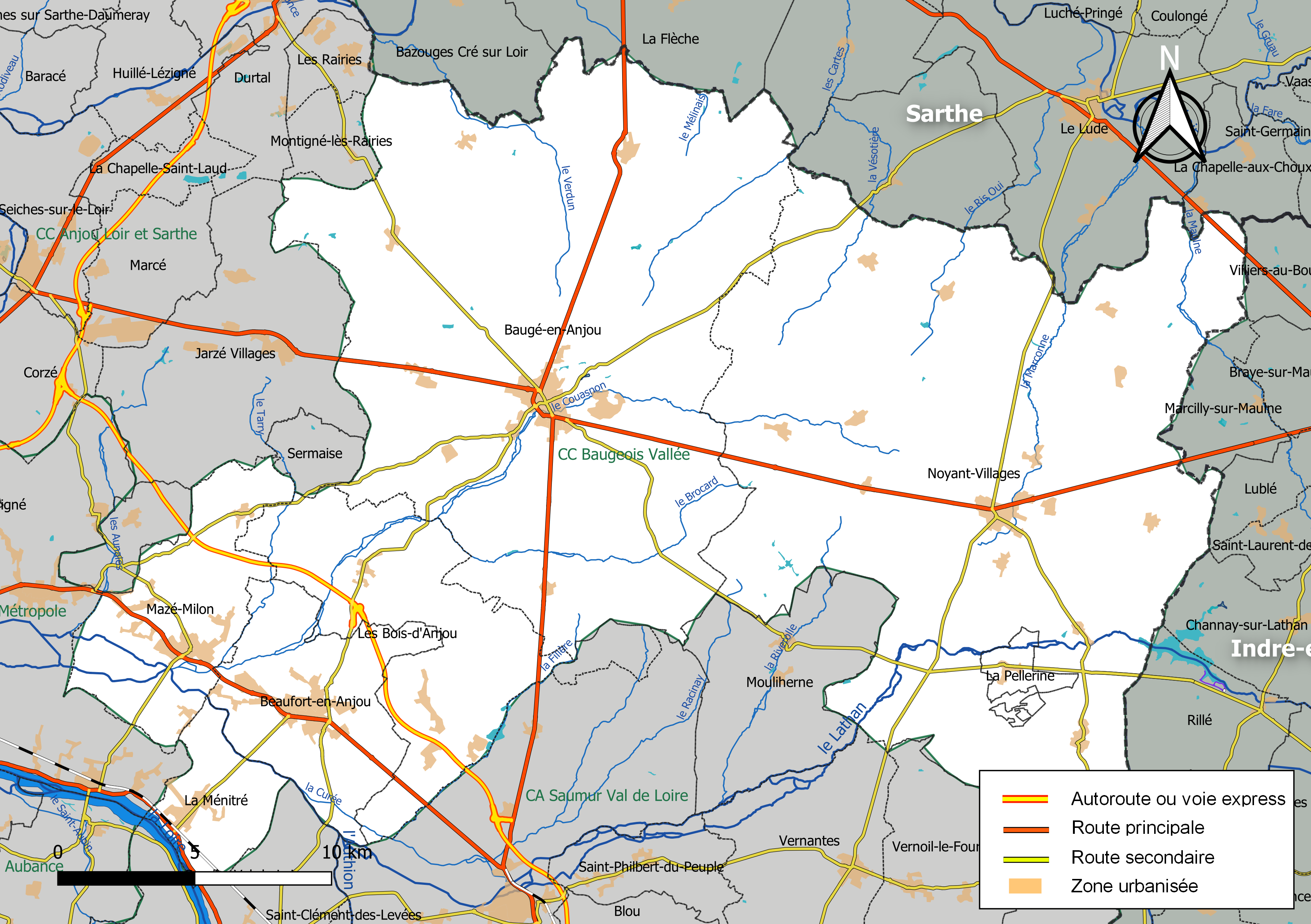
Carte de la communauté de communes Baugeois Vallée au 1er janvier 2019.

### Composition

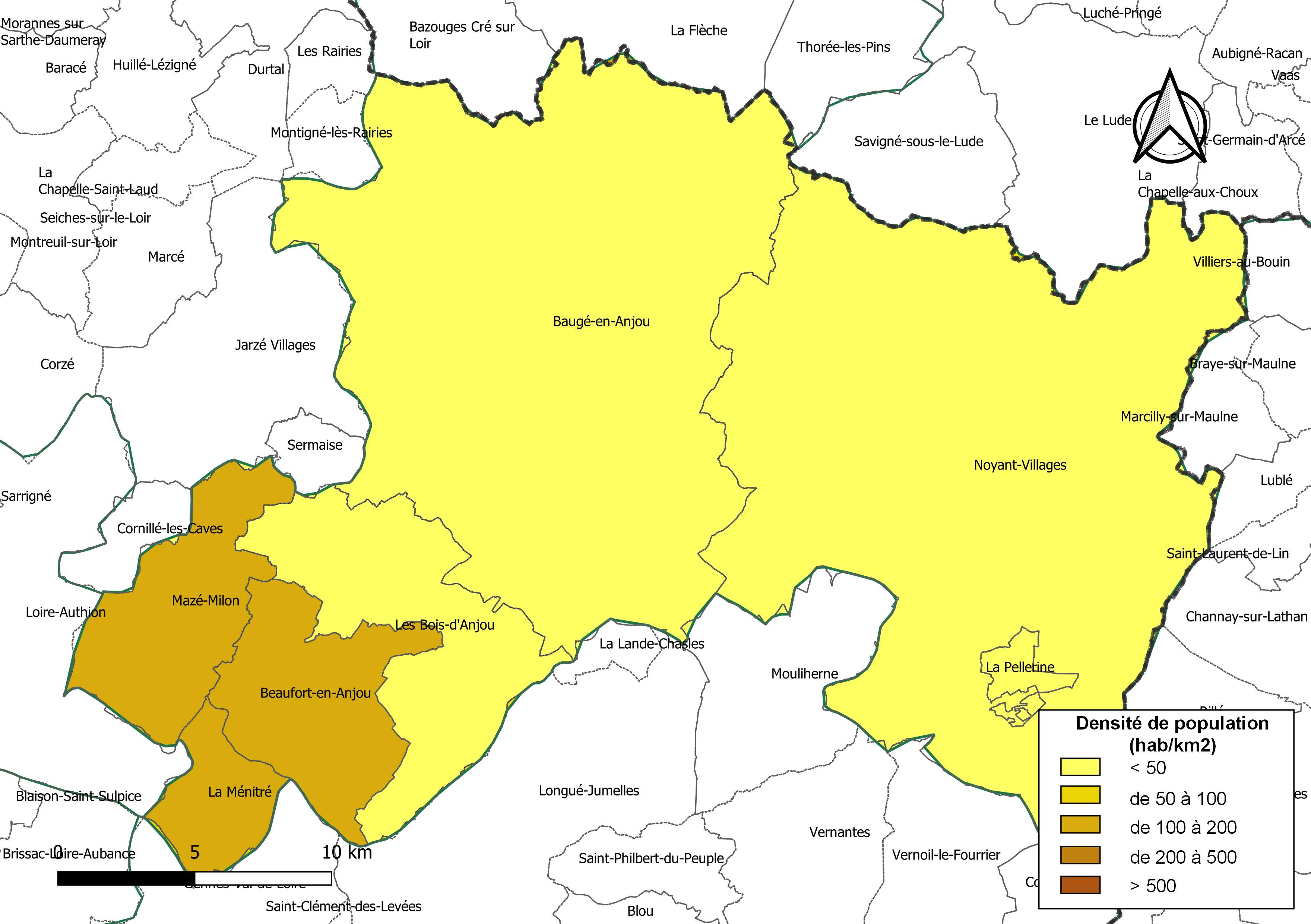
Carte des densités de population (millésimée 2016) des communes de la communauté de communes Baugeois Vallée. Composition en communes au 1er janvier 2019.

La communauté de communes est composée des 7 communes suivantes :

| Nom                    | Code Insee | Gentilé     | Superficie (km2) | Population (dernière pop. légale) | Densité (hab./km2) |
| ---------------------- | ---------- | ----------- | ---------------- | --------------------------------- | ------------------ |
| Baugé-en-Anjou (siège) | 49018      | Baugeois    | 268,16           | 11 747 (2022)                     | 44                 |
| Beaufort-en-Anjou      | 49021      |             | 42,04            | 6 893 (2022)                      | 164                |
| Les Bois d'Anjou       | 49138      |             | 60,22            | 2 531 (2022)                      | 42                 |
| Mazé-Milon             | 49194      |             | 41,79            | 5 770 (2022)                      | 138                |
| La Ménitré             | 49201      | Ménitréens  | 17,37            | 2 057 (2022)                      | 118                |
| Noyant-Villages        | 49228      |             | 299,45           | 5 473 (2022)                      | 18                 |
| La Pellerine           | 49237      | Pellerinois | 5,3              | 137 (2022)                        | 26                 |

### Démographie
| 1968   | 1975   | 1982   | 1990   | 1999   | 2008   | 2013   | 2019   |
| ------ | ------ | ------ | ------ | ------ | ------ | ------ | ------ |
| 28 234 | 27 414 | 28 646 | 29 462 | 30 397 | 33 614 | 35 247 | 35 311 |

## Administration

### Siège
Le siège de la communauté de communes est situé 15, avenue Legoulz de la Boulaie, Baugé, Baugé-en-Anjou.

### Les élus
Le conseil communautaire de la CC Baugeois Vallée se compose de 43 conseillers représentant chacune des communes membres et élus pour une durée de six ans.
Ils sont répartis comme suit :
| Nombre de conseillers | Communes                     |
| --------------------- | ---------------------------- |
| 14                    | Baugé-en-Anjou               |
| 8                     | Beaufort-en-Anjou            |
| 7                     | Mazé-Milon, Noyant-Villages  |
| 3                     | Les Bois d'Anjou, La Ménitré |
| 1 (+ 1 suppléant)     | La Pellerine                 |

### Présidence
| Période | Période                       | Identité          | Étiquette | Qualité                                                                                             |
| ------- | ----------------------------- | ----------------- | --------- | --------------------------------------------------------------------------------------------------- |
| 2017    | En cours (au 16 juillet 2020) | Philippe Chalopin | DVD       | Maire de Baugé-en-Anjou (2013 → ), Conseiller départemental (canton de Beaufort-en-Anjou, 2015 → ). |

### Régime fiscal et budget
Le régime fiscal de la communauté de communes est la fiscalité professionnelle unique (FPU).